# Río Chimehuin

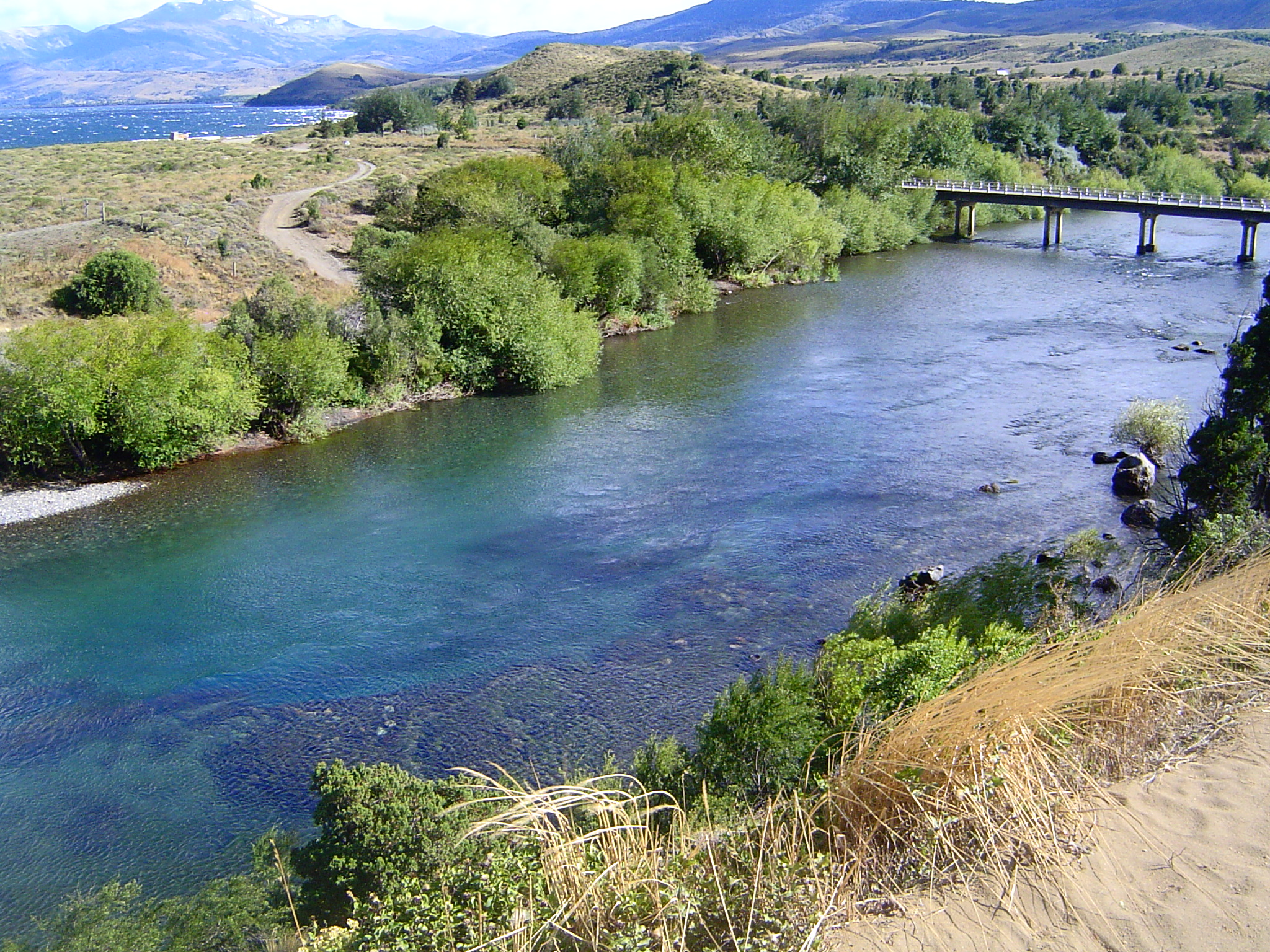

Le río Chimehuín est une rivière d'Argentine importante par son débit. Il est l'émissaire du lac Huechulafquen, lui-même presque entièrement situé dans le parc national Lanín. Il se trouve ainsi dans le sud-ouest de la province de Neuquén, dans le département de Lácar, c’est-à-dire dans la région nord-ouest de la Patagonie. 

## Description
Il naît en tant qu'émissaire du lac Huechulafquen à une altitude approximative de 880 mètres.
Il a une longueur assez courte de 52 km., après quoi il conflue et fusionne avec le río Aluminé pour former le río Collón Curá, affluent principal du río Limay, cours supérieur du río Negro. 
Il baigne la ville de Junín de los Andes.
Ses eaux habituellement très claires se troublent parfois, mais rarement, lors de fortes chutes de pluie qui arrachant des terres des versants montagneux. Ces pluies tombent majoritairement à partir du milieu de l'automne et aussi à la fin de l'hiver austral, associées au dégel. 

## Affluents
Il a deux affluents principaux :
- le río Curruhué, émissaire du lac Curruhué Chico (rive droite)
- le río Quilquihue, émissaire du lac Lolog (rive droite)

## Hydrologie
Le débit moyen annuel du río Chimehuín à sa naissance est de plus ou moins 75 m3/s. C'est le volume du trop-plein du lac Huechulafquen et de son bassin pourtant peu étendu. Il résulte de l'abondance des précipitations dans le bassin du lac, qui atteignent presque 3 000 millimètres annuellement. Il reçoit du côté droit d'importants affluents venus des Andes, dont le río Quilquihue émissaire du lac Lolog. À la fin de son parcours, au confluent avec le río Aluminé, le débit moyen annuel est de 117,2 m3/s, c’est-à-dire plus que l'Oise ou la Marne à leur confluent avec la Seine.

### Régime
Le régime hydrographique du bassin est de type pluvio-nival, avec deux crues annuelles, la crue hivernale à cause des pluies, et celle de printemps (octobre-novembre), due au dégel et à la fonte des neiges. Ce régime est étroitement lié aux précipitations : les vents prédominants d'ouest sont humides, et donnent lieu à d'abondantes précipitations avec des maxima en hiver.

### Les débits mensuels à la sortie du lac Huechulafquen
Le débit du río Chimehuin a été observé pendant 5 ans (1969-1973) à la sortie du lac Huechulafquen. 
À cette station, le débit annuel moyen ou module observé sur cette période était de 76,1 m3/s pour un bassin versant de 790 km2.
La lame d'eau écoulée dans cette importante portion du bassin atteint ainsi le chiffre de 2990 millimètres par an, ce qui peut être qualifié d'extrêmement élevé.
Le mois du moindre débit est avril (19,1 m3/s) et c'est en août en plein hiver qu'il est le plus abondant (130 m3/s). 

## Tourisme - pêche sportive

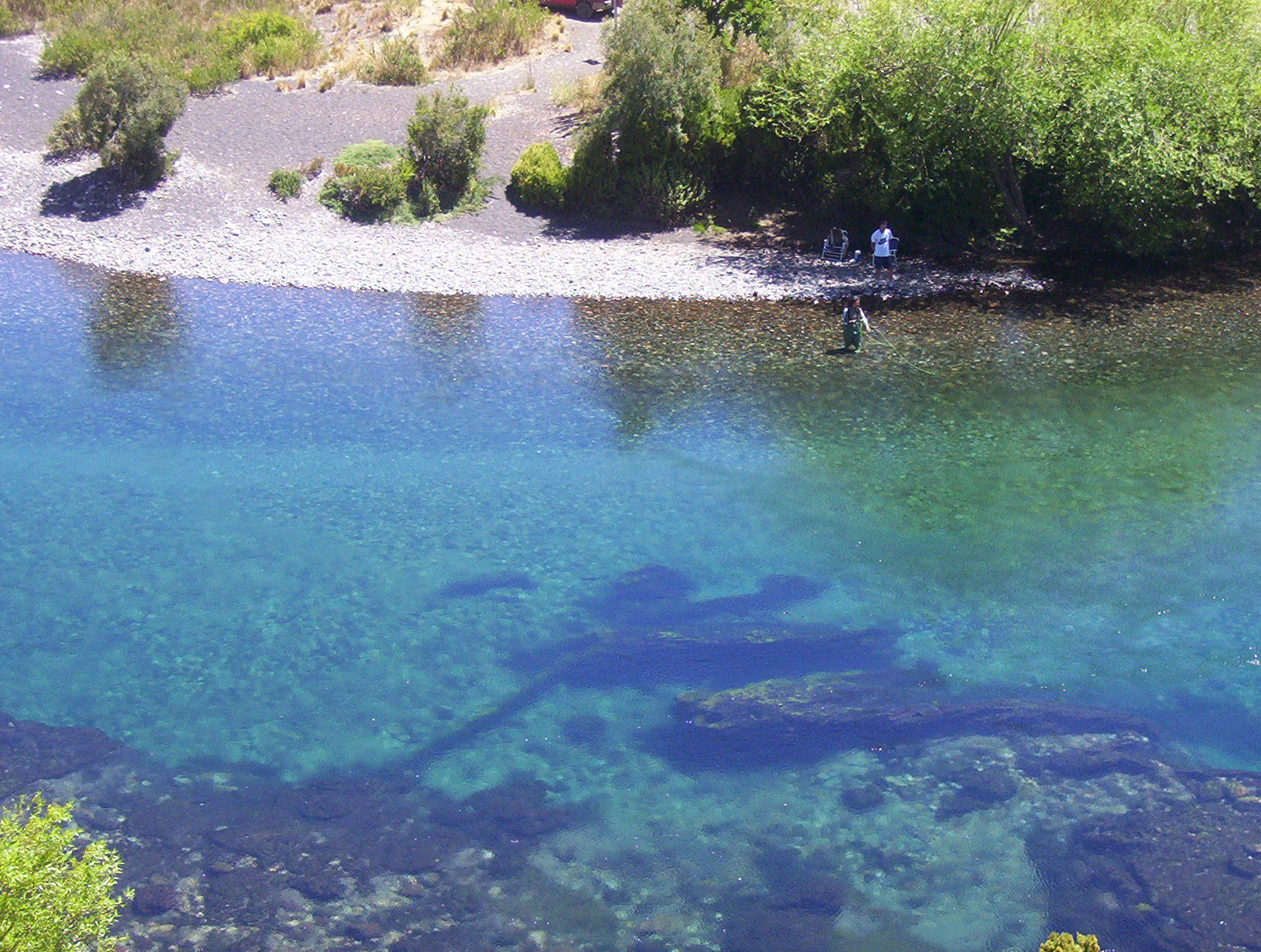
Pêche à la truite dans le río Chimehuin.

La qualité comme la pureté de ses eaux est excellente et sa teneur en sel est faible. Une petite partie de ses eaux est utilisée pour l'irrigation.
Enfin la rivière est considérée comme la plus poissonneuse d'Argentine, avec une abondance de truites fario et truites arc-en-ciel. Il y a eu des cas de spécimens de truite fario dépassent les dix kilos. La rivière est au centre d'une industrie touristique importante fondée sur la pêche sportive.